# 1932 în informatică
- 1931 în informatică — 1932 în informatică — 1933 în informatică

1932 în informatică a însemnat o serie de evenimente noi notabile:

## Evenimente
- Austriacul Gustav Tauschek construiește pentru prima oară o memorie cu un tambur[1] care a fost utilizată pe scară largă în anii 1950 și în anii 1960 ca memorie a calculatorului.

## Nașteri
- Frances Allen, informaticiană americană, a cărei muncă de pionierat în domeniul compilatoarelor, optimizării codului și calculului paralel i-au adus în 2006 Premiul Turing. Este prima femeie care primește acest premiu.